# Drusus brunneus
Drusus brunneus là một loài Trichoptera trong họ Limnephilidae. Chúng phân bố ở miền Cổ bắc.